# Charles Barry
Charles Barry (ur. 23 maja 1795 w Londynie, zm. 12 maja 1860 tamże) – angielski architekt. Przedstawiciel eklektyzmu. Zaprojektował liczne monumentalne budowle sakralne oraz użyteczności publicznej o neorenesansowych formach.

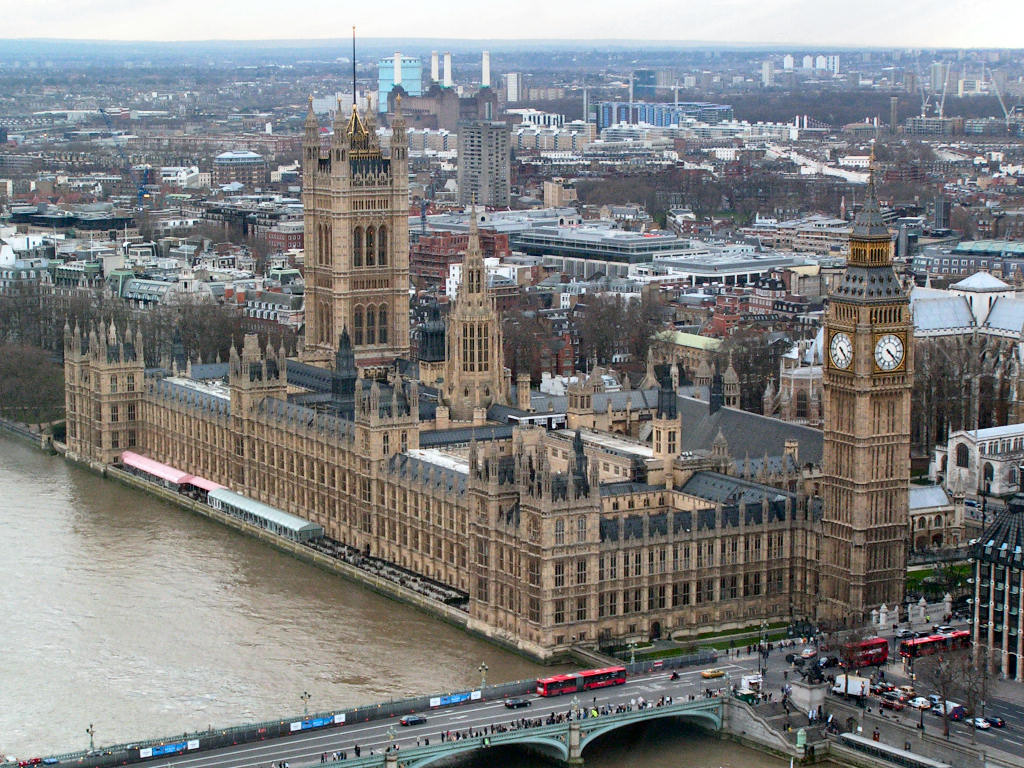
Pałac Westminsterski

Jego najbardziej popularnymi dziełami są budynek Royal Institute of Fine Arts w Manchesterze oraz (wraz z Augustusem Puginem) neogotycki gmach Pałacu Westminsterskiego w Londynie, będącego miejscem posiedzeń obu izb Parlamentu Zjednoczonego Królestwa.
Barry posiadał tytuł szlachecki Sir. 
Był ojcem Edwarda Middletona Barry'ego.